# Malvira
Malvira est une marionnette vedette de la télévision belge (RTBF), créée et animée depuis plus de quarante ans par le comédien d’origine française Patrick Chaboud, directeur du Magic Land Théâtre.

## Le personnage
Constituée de Latex et de tissu, c'est une vieille femme laide à la voix éraillée, mais cependant sympathique, irrévérencieuse et subversive. Elle n’hésite pas à utiliser des gros mots et à cracher bruyamment, ce qui lui vaut d’être parfois censurée.
La marionnette apparaît accoudée à une table sous laquelle se cache l’animateur. Celui-ci, n’étant pas ventriloque, n’est pas visible du public. L’animation se fait d’une main, selon le principe des marionnettes à gaine, l’autre main, gantée, figure celle du personnage et le rend plus expressif.
La poupée est la même depuis sa création et n'a pas été changée.

## Biographie
Vers la fin des années 70, le Magic Land Théâtre, jusqu’alors itinérant, se fixe en Belgique. Malvira, à l’origine une sorcière, apparaît au milieu d’autres personnages dans le spectacle de marionnettes La Reine Claude a des pépins, donné au rez-de-chaussée d’une maison bruxelloise. C’est là que Pauline Hubert, productrice de la radio télévision belge francophone (RTBF) en quête d’un nouveau concept d’émission pour enfants, la remarque et l'intègre dans son projet d'émission.
Ce sera Lollipop (1979-1985), émission culte où Malvira formera avec un autre débutant, Philippe Geluck, un duo déjanté qui remportera un succès auprès du public, marquant toute une génération d’enfants et suivis par de nombreux adultes pour son ton très nouveau pour l’époque.
De 1985 à 1989, elle enchaine avec l’émission Nouba Nouba. Durant cette période sera produit le feuilleton d’animation La véritable Histoire de Malvira, de 26 x 12 minutes, dont l’idée de départ est tirée de Blanche-Neige, mais inversée : pour devenir reine de Laideronie, royaume imaginaire, il faut être la plus laide.
Après dix ans de remisage, elle effectue son retour télévisuel dans l’émission les Allumés.be (2000-2003), au côté de l’animateur Jean-Louis Lahaye, pour un public d’adultes cette fois. Le ton est alors plus acerbe, elle désoriente régulièrement les invités.
Le 8 octobre 2003, alors rangée dans le coffre, elle est volée avec la voiture de Patrick Chaboud. Ce qui fera la une de la presse belge et suscitera une vive émotion ainsi que l’appel de nombreuses personnalités à sa restitution. Elle sera rendue intacte dans une valise durant la nuit du 20 au 21 octobre 2003 ce qui lui permettra d’occuper à nouveau sa place lors de l’émission commémorative des cinquante ans de la RTBF. Cette même année sort sa biographie : Vous, ta gueule !.
Après une nouvelle période de remisage, elle effectue son retour à l’image début 2006 dans une émission qui s’intitule : Ma télé bien-aimée, également diffusée sur TV5.

## Mondanité et reconnaissance officielles
- Malgré ses demandes en mariage répétées, adressées sous l’œil des caméras, au prince Laurent de Belgique, celui-ci a préféré un autre choix.[réf. nécessaire]
- En 2002, Rudy Demotte a inauguré à Flobecq une statue en bronze représentent Malvira dans le plus simple appareil[2].
- En 2004, Malvira est décorée officiellement par Fadila Laanan, ministre de la Culture de la Communauté française de Belgique.[réf. nécessaire]

## Citations
- « Vous, ta gueule ! »
- « Souhaitons qu’il y ait toujours des gens bons à la tête de l’art. »
- « Je suis venue sauver le service public ! »
- « On dit souvent que marcher dans la m… porte bonheur… mais demandez à un mec qui a passé sa vie dedans ce qu'il pense du proverbe. »
- « Give Belgium a chance… »

## DVD
- L'intégrale de La Véritable Histoire de Malvira, coffret 3 DVD (26 épisodes de 12 minutes)[réf. nécessaire]